# Earthshine
Earthshine är en låt av det kanadensiska progrockbandet Rush. Låten släpptes på albumet Vapor Trails den 14 maj 2002.
Låten finns även med på livealbumet Rush in Rio.
Rush spelade "Earthshine" live 123 gånger. Den sista gången de spelade den var den 1 oktober 2004.